# 鈴木なつ
鈴木 なつ（すずき なつ、1989年10月10日 - ）は、日本のAV女優。サンライズエージェンシー所属。

## 略歴・人物
2010年にデビューしたロリ系AV女優である。

## 出演作品

### アダルトビデオ
2010年
- 人妻つのだまいこ監督の渋谷でナンパしたカワイイ女の子に勃起したデカチンをガン見させちゃいました! （1月21日、SODクリエイト）オムニバス作品 ※「アイ」名義
- 僕らの日常 1 （2月2日、フルセイル）
- ギャルズトーク 11 （2月10日、プレステージ）
- Street Snap 15 （2月10日、フルセイル）
- 美人ナースが逃げる! 大人のお医者さん鬼ごっこ!! 〜逃げきりゃ賞金100万円! 捕まりゃ凄すぎる罰ゲーム!〜 （3月4日、ディープス）
- 部活帰り なつちゃん(18) （3月11日、ゼットン）
- 今日はいっぱいエッチしよっ 02 （3月15日、コージィ）
- ワタシをオトナにして下さい。 6 （3月19日、プレステージ）
- ベニパン手コキ女子校生 （3月19日、セックスエージェント）オムニバス作品
- 危ない救命講習 （3月25日、スカーラ）
- SOD女子社員とイクッ!! 春の新入社員お披露目 混浴温泉乱交バスツアー （4月22日、SODクリエイト） ※「東野綾」名義
- 万引き小●生お仕置きレイプ （5月21日、I.B.WORKS）オムニバス作品
- 連続フェラチオ （5月21日、セックスエージェント）オムニバス作品
- おにいちゃん、あのね… （6月15日、NON）
- 名門女学生の裸肉 2 （6月15日、テイクワン）
- MEGA ERO★BODY Stealth Beautiful （6月25日、ビッグモーカル）オムニバス作品
- ピストンディルド顔面騎乗 （6月18日、セックスエージェント）オムニバス作品
- 少女巨乳ロリータ （6月25日、ビッグモーカル）オムニバス作品
- 元女子校生 芸能人 鈴○ 恋 SEX解禁 （7月7日、カルマ） ※「安西優子」名義
- なつ （7月13日、無垢）
- 最近べろちゅ〜手コキされてますか? 僕はべろちゅ〜手コキ派です。 （7月16日、セックスエージェント）オムニバス作品
- 少女肉壷扱い 18 （7月24日、ラマ）
- スゴ～く! 制服の似合う素敵な娘 （8月1日、オーロラプロジェクト）
- 無防備パンチラ女と目が合った （8月5日、ヒビノ）オムニバス作品
- オーバーニー×ミニスカ 絶対領域 2nd impact volume 20 （8月15日、ケー・トライブ）
- イラマしろ!! 4時間 （8月15日、NON）オムニバス作品
- MAXING 3D （8月16日、マキシング）
- 男は知らない保健体育 （8月19日、ROOKIE）オムニバス作品
- 学校では見せない桃尻美少女の本性 （8月25日、オーロラ・プロジェクト）
- JK援交 VOL.20 ガチ中出し （8月25日、サムシング）
- 乱れる人妻 （8月27日、なでしこ）
- ツインテール妹フェラ （8月27日、I.B.WORKS）オムニバス作品
- 少女画報 （8月28日、ハマジム）
- 無垢+女子高生限定ソープランド なつ 2 （9月13日、オーロラ・プロジェクト）
- いもうとLOVE 11 （9月15日、ケー・トライブ）
- ブルマ尻コキ女子校生 （9月17日、セックスエージェント）オムニバス作品
- TOKYO SCHOOL GIRL 07 （9月24日、Sweet Girl）
- 育成日記 妹の美乳 5 （10月15日、ケー・ドライブ）
- フェラコレ2010秋SP （10月25日、隼エージェンシー）
- 女子校生れず 先輩と私 つぼみとなつ (11月13日、U&K)
- おねだり妹ソープ　VOL.3 (11月18日、ディープス)
- こだわりの手コキ 4時間SP 38人のハンドメイド 17 (11月25日、隼エージェンシー)
- 究極の妄想発明シリーズ第22弾 金縛りホラースティック （12月23日、ROCKET）オムニバス作品

2011年
- 地元で有名な女子校生に中出し 17（1月14日、アップス）
- 橋田貴光のAV女優ガチ撮り 2（1月17日、RYMANS）
- 無垢ゴックン（1月19日、SHOCK）
- 実の妹とSEX温泉旅行 鈴木なつ（3月1日、ワンズファクトリー）
- 卒業 II 其ノ伍（3月8日、プレステージ）
- エロスが漂うコスプレイヤー 鈴木なつ！ プヒプヒオルガズム（3月30日、ユープランニング）
- 露出デート 02（5月20日、プールクラブ）
- JK SOAP VOL.1（5月25日、Kplus）
- 僕の妹はギャル!こいつが可愛い友達（もちろん超美形♥）を家に連れてくるもんだからつい手をだしたら、ヤレた!!vol.4（11月5日、GARCON）

### イメージビデオ
- ピクシースマイル 中●生 なつちゃん ●才 （2010年8月13日、ミスター・インパクト）